# Portada/article febrer 24

## Antic règim
L'antic règim va ser un terme que els revolucionaris francesos van emprar per designar pejorativament el sistema de govern anterior a la Revolució Francesa de 1789, la monarquia absoluta de Lluís XVI, i que es va aplicar també a la resta de les monarquies europees amb un funcionament similar; posteriorment, ha esdevingut un concepte historiogràfic aplicat a diversos països de l'Europa moderna.
El període de vigència de l'antic règim, pràcticament, coincideix amb l'etapa històrica de l'edat moderna i, a Espanya, culmina amb la construcció de l'estat liberal durant el segle xix.